# Миленко Турудић
Миленко Турудић (Мокра Гора, Ужице, 1866 — Београд, 1915) био је грађевински инжењер и универзитетски професор.

## Биографија
Основну школу завршио је у Биосци (1878), а Гимназију учио у Ужицу и Београду, где је положио матуру (1887). Дипломирао је на Техничком факултету Велике школе у Београду (1891). По завршетку студија постављен је за предавача гимназије у Пожаревцу. Октобра 1892. уписао се на студије у Берлину, где је 1896. добио диплому грађевинског инжењера. Као инжењер радио је у Министарству грађевина до јуна 1904. Од 1898. до 1904. године био је хонорарарни професор за предмет гвоздене конструкције на Техничком факултету Велике школе. У време оснивања Београдског Универзитета (1905) постављен је за ванредног професора за Гвоздене конструкције, а исте године основао је Кабинет за гвоздене конструкције.
Познато је да је пројектовао Камени мост у Ивањици, као најдужем једнолучним каменим мостом са равним нивелетом на Балкану.
Као ванредног професора затекао га је Први светски рат, за време кога је умро, у Београду 1915. године.

## Дела
У часопису Српски технички лист објавио је више стручних чланака из области грађења мостова. Његови практични стручни радови су неколико пројеката доњег строја за мостове од челика, који су пројектовани и изграђивани у иностранству, јер тадашња Србија није имала своје фабрике за челичне конструкције.
Објавио је неколико књига:
- Изналажење напрезања код пресека повољног облика код ексцентрично дејствујућих сила и конструкција екваторијалних момената лењивости графичким путем (1898)
- О гвожђу и гвозденим конструкцијама (1904)
- Статичко рачунање попречног укрућења код отворених гвоздених мостова (1905)